# Stejari (gmina)
Stejari – gmina w Rumunii, w okręgu Gorj. Obejmuje miejscowości Baloșani, Băcești, Dealu Leului, Piscoiu, Popești-Stejari i Stejari. W 2011 roku liczyła 2585 mieszkańców.